# かなしみ模様
「かなしみ模様」（かなしみもよう）は、1974年9月1日に発売されたちあきなおみの18枚目のシングルである。

## 概要
前作「円舞曲（わるつ）」に続き、作詞は阿久悠、作曲は川口真のペアが手がけた。
ちあきは本楽曲で1974年の「第25回NHK紅白歌合戦」に5回目の出場を果たした。
同年11月25日には、同名のアルバムが発売された。同アルバムの収録曲は全曲が阿久の作詞によるものである。

## 収録曲
（全作詞：阿久悠、作曲・編曲：川口真）
1. かなしみ模様
2. しゃれた生活